# 元行冲
元行沖（653年—729年），名澹，字行沖，以字行。河南郡洛阳县（今河南省洛阳市东）人。唐朝进士、官员。

## 生平
元行冲是魏昭成帝拓跋什翼犍的曾孙常山康王拓跋素的后裔。少孤，為外祖司農卿韋機養大。长大后，博學多聞，善音律及詁訓之書。後舉進士，累官至通事舍人，頗受狄仁傑器重。宋璟對元行冲評價不高，認為他只能充任闲职，难以任大事。唐睿宗景云年间，拜太常少卿。以拓跋氏未有编年史，于是著《魏典》三十卷，事详文简，被学者称道。唐玄宗开元初年，自太子祭酒出为岐州刺史、兼关内按察使。以为自己是书生，没有监察地方官的才干，固辞。入朝为右散骑常侍、东都副留守。四迁大理卿，再次固辞刑狱之官，求为散职。開元七年（719年），转左散骑常待。九迁国子祭酒，拜太子宾客、弘文馆学士。当时，馬懷素奉旨與褚无量編輯《群书目录》，開元七年以後，懷素與無量相繼故物，書未成，由行冲接任，领撰古今书目。。至開元九年，書成，上《群书四部录》二百卷。竟無人受賞。又为玄宗所注《孝经》疏义，列于学官。元行冲頗受張說排擠，开元十年九月，行冲“以衰老罢丽正殿校写事”，累封常山郡公。玄宗令他集学者撰写《义疏》，缀为五十卷，开元十四年（726年）奏上。開元十七年（729年）卒，年七十七。贈禮部尚書，諡曰獻。著有《魏典》、《群書四錄》等。

## 逸事
唐玄宗詔行沖編修魏徵撰次的《禮記疏》。書成之後，右丞相張說卻表示反對，他認為《禮記》迄今已有千年，各家多有註解，何必另採魏徵版本。其书藏于内府，不得立于学官。行沖不满诸儒排己，乃退而著论自辩，以主客一問一答方式作《釋疑》一文以回應。他表示各家註解相互矛盾處甚多，魏徵才會覺得有重加審訂的必要。這是成語【當局者迷】的由來，典故自《旧唐书·元行冲传》:“当局称迷，旁观见审。”

## 延伸阅读
[在维基数据编辑]
 《舊唐書/卷102》，出自刘昫《舊唐書》